# Ingomer
Ingomer (de ingomia: vergonha) foi um filho do rei Clóvis I com Santa Clotilde. Morreu logo após seu batismo. Clóvis atribuiu a morte ao batismo na religião da sua consorte, ao invés dos seus deuses pagãos.